# HD 197027
HD 197027 — одиночная звезда главной последовательности в созвездии Козерога. Находится в 250 световых годах от Солнца.

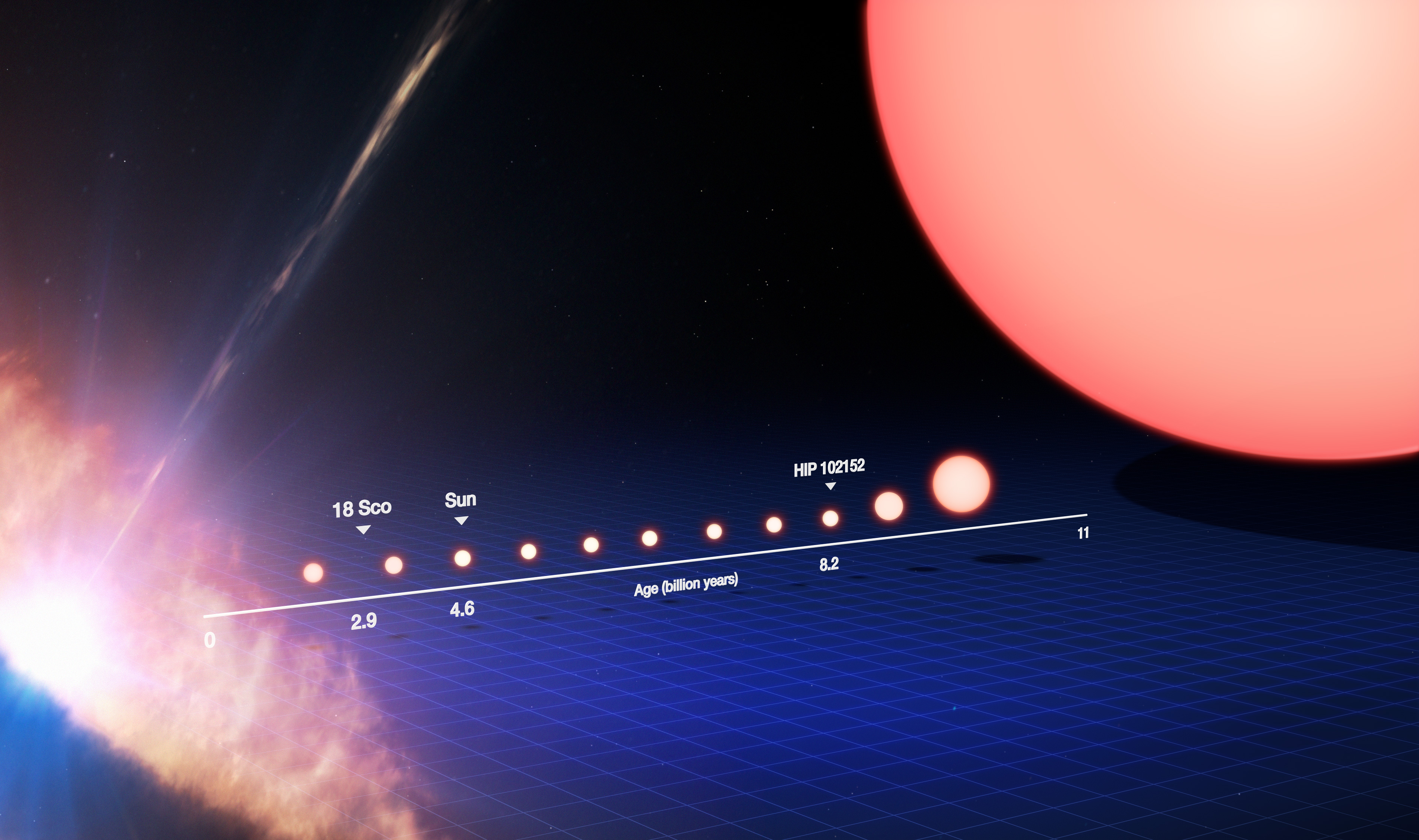
Возраст звезды HD 197027 (здесь показана как HIP 102152) по отношению к возрасту Солнца, и более молодому аналогу Солнца звезде 18 Скорпиона.

Относится к спектральному классу G3V. Измеренные параметры этой звезды показывают, что она очень похожа на Солнце, что делает её кандидатом в аналоги Солнца.  Эффективная температура, сила тяжести на поверхности, и активность также практически идентичны солнечным. Однако, HD 197027 значительно старше Солнца — ей примерно 8,2 миллиарда лет.
Сравнение HIP 102152 (HD 197027) с 18 Скорпиона и Солнцем показало, что содержание лития у Солнца больше, чем у более молодой 18 Скорпиона, но меньше, чем у значительно более старой звезды HIP 102152. Тот факт, что звезда похожа на Солнце говорит о том, что она является потенциальным кандидатом для проведения поисков планет земного типа.